# Organisation du travail (livre)

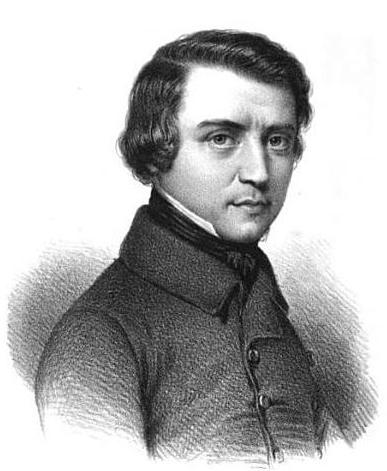
Portrait de Louis Blanc, 1848

Organisation du travail est un ouvrage écrit par Louis Blanc en 1839, dans lequel il préconise la réforme sociale par l'action de l'État.
L'État devient propriétaire du crédit (banque publique), propose une assurance d'État sur un marché d'assurances libres, et propose de transformer (tout de suite) en associations industrielles autonomes de l'État la grande industrie et les chemins de fer. Il fonde des « ateliers sociaux ». Le personnel d'encadrement est élu par les travailleurs souverains dans leur entreprise associative.
Ce livre eut une grande influence sur la pensée des républicains avancés de la première moitié du XIXe siècle. Son application fut en grande partie dévoyée par l'expérience des ateliers nationaux pendant les premiers mois de la Deuxième République au printemps 1848.

## Organisation du travail
Vers la fin de l’année 1839, paraît une brochure intitulée « organisation du travail ». L’auteur est un journaliste : Louis Blanc. La brochure connaît un certain succès puisque dès l’année suivante elle est rééditée. La dernière édition date de 1875 dans le recueil intitulé questions d'aujourd'hui et de demain, tome IV.
Sous la monarchie de juillet, l’organisation du travail devient le cri de ralliement des républicains. Ils y voient le symbole d’une société plus juste, partageant les fruits du travail entre tous les travailleurs d’une même industrie. En février 1848, ce cri est devenu un slogan que l’on peut lire sur les banderoles des révolutionnaires. Il est à noter d’ailleurs qu’est souvent associé au slogan son institution : un ministère du progrès.

## Décryptage des différentes éditions retrouvées
La recherche récente montre que la première édition en librairie de 1840 (brochure de 1839) comporte le titre « Organisation du travail par M. Louis Blanc ». « M. » a été supprimé dès la réédition de 1841. Cette modification intervient peut-être parce que la notoriété de l’auteur s’affirme. L’hypothèse se trouve surtout confortée par la disparition du titre de l’auteur « Rédacteur en chef de la Revue du Progrès », alors que la publication existe encore. Le réalisme saisissant du paragraphe qu’il consacre aux débuts d’un auteur obscur et pauvre dans la carrière littéraire pourrait bien relater sa propre expérience. Ne serait-ce pas lui qui, prenant sa vocation au sérieux, ne songe qu’à travailler pour l’avenir ?[citation nécessaire]
Le tirage de 1841 comporte aussi un sous-titre qui ne reparaît jamais par la suite « Association universelle – ouvriers – chefs d’ateliers – hommes de lettres ». Cette mention intrigue[citation nécessaire]. Que peut elle signifier ? Recouvrirait-elle un souci de sécuriser le public en annonçant le moyen de concilier les intérêts du peuple, du patronat et des intellectuels ? Ne s’agirait-il que d’un souci esthétique symbolique ?
La quatrième édition (de Bruxelles) mentionne en petits caractères « considérablement augmentée, précédée d’une introduction, et suivie d’un compte-rendu de la maison Leclaire, de Paris. »
La quatrième édition (de Paris) est d’une présentation identique à celle de Bruxelles à laquelle s’ajoute une mention toujours reprise dans les éditions ultérieures « La première édition a paru en 1839 ». Stricto sensu cette affirmation est inexacte puisque l’article « Organisation du travail » qui compose le corps du livre paraît dans le numéro 37 de la Revue du Progrès daté du 1er août 1840[citation nécessaire]. Mais la Revue elle-même ne compose-t-elle pas un hymne à l’organisation du travail. C’est peut-être l’opinion de Louis Blanc lui-même[citation nécessaire]. 
La cinquième édition s’annonce « Revue, corrigée et augmentée d’une polémique entre M. Michel Chevalier et l’auteur, ainsi que d’un appendice indiquant ce qui pourrait être tenté dès à présent ». Son intérêt réside dans ce qu’elle permet de faire le point des idées de Louis Blanc juste avant que n’éclate la Révolution de février 1848[citation nécessaire].
La neuvième édition, 1850, s’annonce « Refondue et augmentée de chapitre nouveaux ». Elle apparaît en effet comme une œuvre bien structurée, plus pensée dans ses effets induits[citation nécessaire]. 
Le dernier tirage s’insère dans « Questions d’aujourd’hui et de demain ». L’organisation du travail n’en compose qu’une partie.

## Plan de l’ouvrage
Nous utilisons comme référence la neuvième édition.
Louis Blanc, Organisation du travail, neuvième édition, 1850, Paris, Bureau du nouveau monde, 240 pages
- Introduction
- Livre Ier – Industrie – Chapitre Ier
  - Chapitre II : La concurrence est pour le peuple un système d’extermination
    - Travail des femmes
    - Travail des hommes
    - Statistiques de l’Industrie à Troyes

  - Chapitre III : La concurrence est une cause de ruine pour la bourgeoisie
  - Chapitre IV : La concurrence condamnée par l’exemple de l’Angleterre
  - Chapitre V : Organisation du Travail industriel – Ateliers sociaux industriels

- Livre II – Travail agricole
  - Chapitre Ier : Il n’est de salut pour les campagnes que dans l’adoption du système de la grande culture
  - Chapitre II : C’est à l’application du système de la petite culture, au morcellement excessif du sol, que doit être attribué le dépérissement de l’agriculture en France
  - Chapitre III : Il faut établir en France le système de la grande culture, en le combinant, non pas avec le principe de l’individualisme, mais au contraire avec celui de l’association et de la propriété collective
  - Chapitre IV : Organisation du Travail agricole – Ateliers sociaux agricoles

- Résumé des deux livres qui précèdent sous forme de projet de loi.

## Sens du terme «organiser» dans la pensée de Louis Blanc
Dans le même sens que Maurice Agulhon, nous pouvons dire que pour Louis Blanc organiser « ce n’est pas organiser l’économie par une sorte de planification, c’est organiser les travailleurs, les inviter à s’associer en coopératives, et à gérer les échanges sur cette base autogestionnaire avant la lettre ». En effet, dans le projet, l’État joue un rôle d’impulsion et de contrôle interne la première année, après cela, il est le gardien externe de la propriété collective comme il est le gardien de la propriété privée. Il la préserve sans l’accaparer.
Notons également, dans le même esprit, le second univers que Louis Blanc souhaite organiser : l’État démocratique. Organiser, ce n’est pas non plus, en ce qui concerne l’État, ordonner le politique par une sorte d’autoritarisme venant du sommet, c’est organiser les citoyens, les inviter à s’associer à travers les communes et dans des réunions publiques, c’est-à-dire à gérer les échanges politiques sur cette base, avant de prendre part à l’élection des mandataires au suffrage universel. En effet, à défaut d’avoir le temps et l’envie de gérer directement les affaires de l’État, le peuple souverain agit à travers ses serviteurs responsables et révocables. Le mode de scrutin (système de Hare) choisi par Louis Blanc est un moyen d’optimiser la représentativité de l’Assemblée en fonction des divergences nationales et permet à celle-ci d’être le résumé vivant de la nation. L’Assemblée nationale se voit ainsi composée des personnes jugées par leurs semblables les plus aptes à les servir. C’est le concept d’État serviteur qui domine sa démonstration et non la vision d’un État maître comme chez Pierre Leroux ou de l’État anarchique de Proudhon. Notons de plus, comme le précise Francis Demier que « l’idée d’une révolution de classe, d’un scénario qui pousserait une avant-garde ouvrière à s’emparer du pouvoir pour transformer la société est complètement étrangère à la pensée de Louis Blanc ». C’est du démos, dans son unité souveraine, dont il s’agit.

## Sources
- Benoît Charruaud (Thèse pour le Doctorat en droit/Histoire du droit), Louis Blanc, La République au service du Socialisme : Droit au travail et perception démocratique de l'État, Université Strasbourg III - Robert Schuman – Faculté de Droit, 5 avril 2008, 735 p. (lire en ligne)
- Benoît Charruaud, « Louis Blanc (Recueil des Commémorations nationales 2011) », sur francearchives.fr, Ministère de la culture, archives de France, 2011, p. 34-35

- B. Charruaud, "Louis Blanc : La République au service du socialisme", note pour la base de données de l’Assemblée nationale en ligne, 2011.

http://www.assemblee-nationale.fr/histoire/louis-blanc_mention-speciale-these-2008.asp#_ftn12
- Humiliere Jean-Michel, Louis Blanc, organisation du travail, Thèse en science politique, Toulouse, 1980.
- Laurens Émile, Louis Blanc ; le Régime Social du Travail, Paris, Arthur Rousseau, Thèse droit, 1908.

Pour une vision condensée de la pensée politique de Louis Blanc voir :
- Benoît Charruaud, Louis Blanc m’a dit…, Lyon, éditions Baudelaire, 2009, 219 p. (ISBN 978-2-35508-138-5). Il s’agit d’un travail de reconstruction et d’actualisation qui a pour but de présenter le plus simplement possible l’originalité de la pensée de Louis Blanc.